# Hard Rock

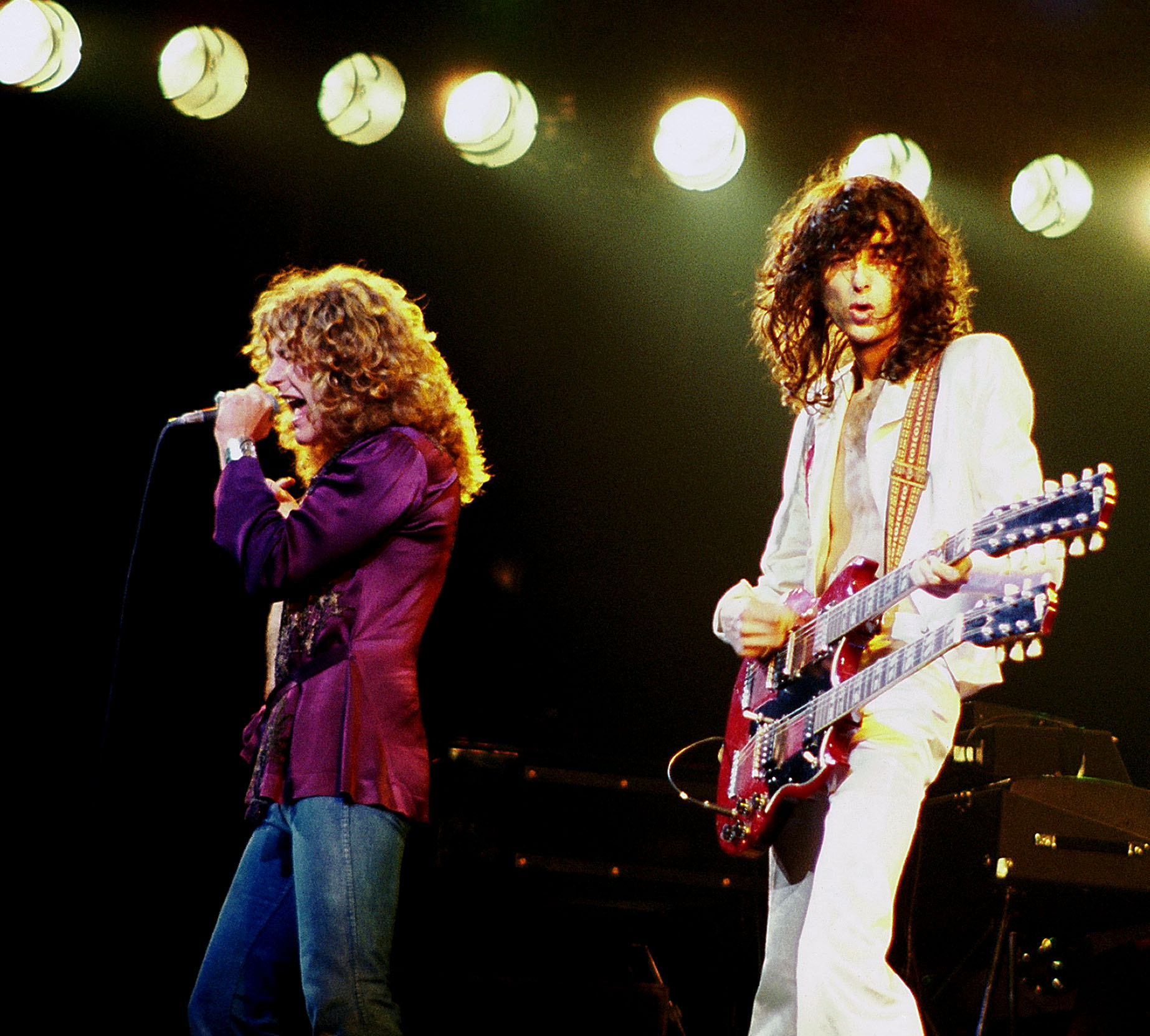
Led Zeppelin (1968–1980), Bild von 1977

Der Hard Rock oder Hardrock, auch Heavy Rock, ist ein Genre der Rockmusik, dessen Wurzeln in verschiedenen Genres wie dem Psychedelic Rock der 1960er-Jahre, dem Bluesrock und dem Rock ’n’ Roll liegen. Beeinflusst wurde die Stilrichtung auch durch die Beatmusik der 1960er Jahre. Ab Ende der 1960er Jahre bis zum Beginn der 1990er Jahre gelangte das Genre zu besonderer Popularität.

## Geschichte

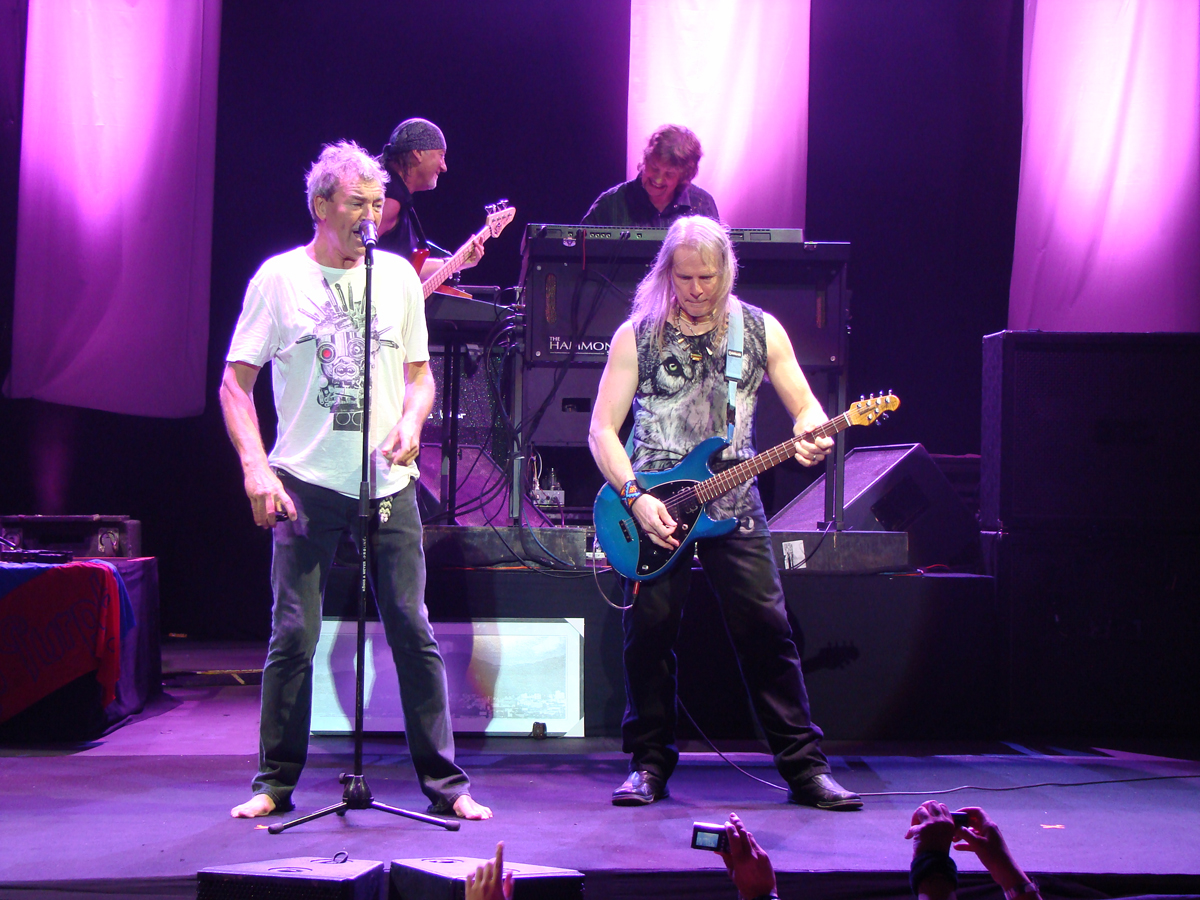
Deep Purple (1968–1976, ab 1984), Bild von 2009

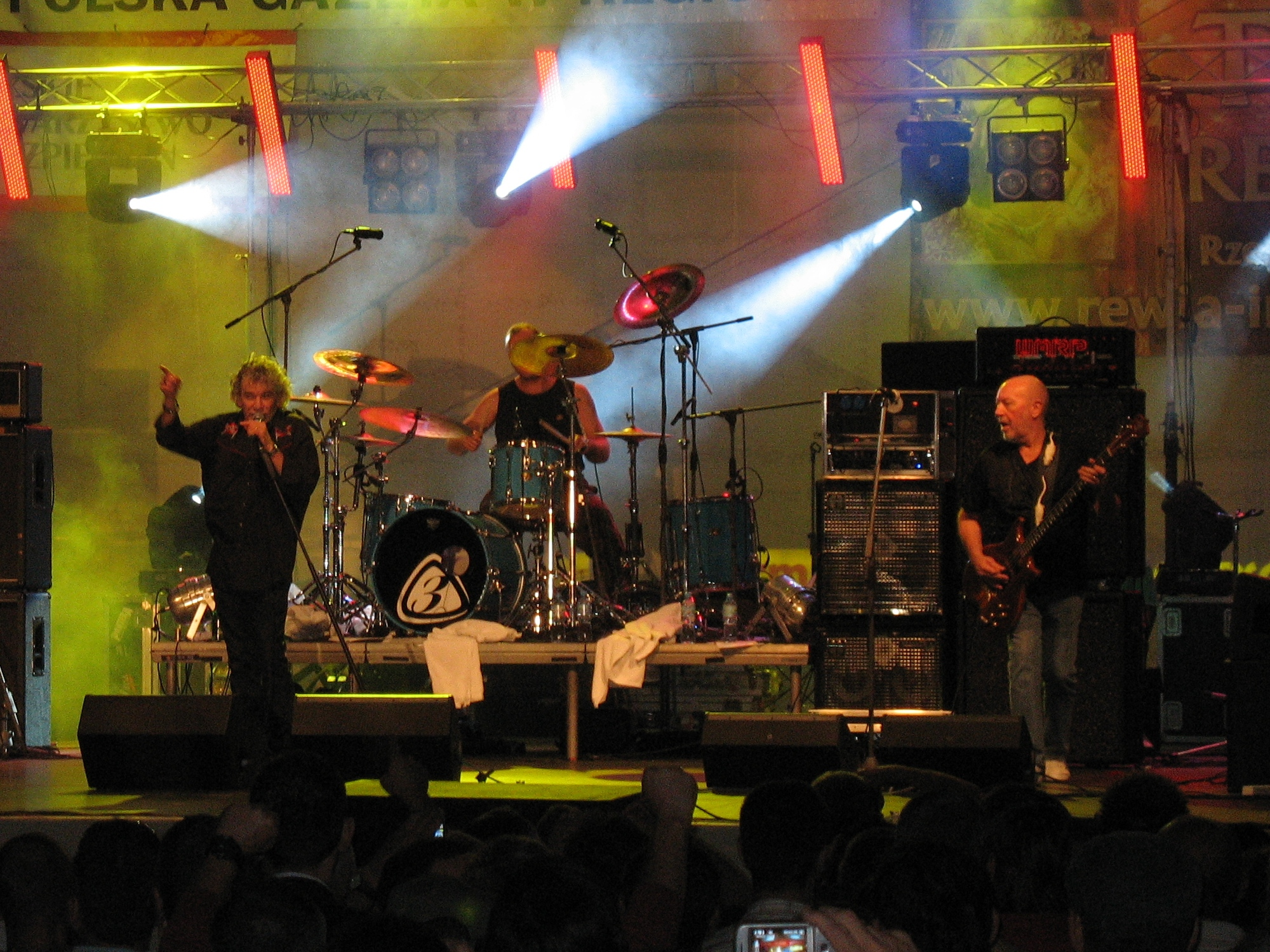
Nazareth (ab 1968), Bild von 2009

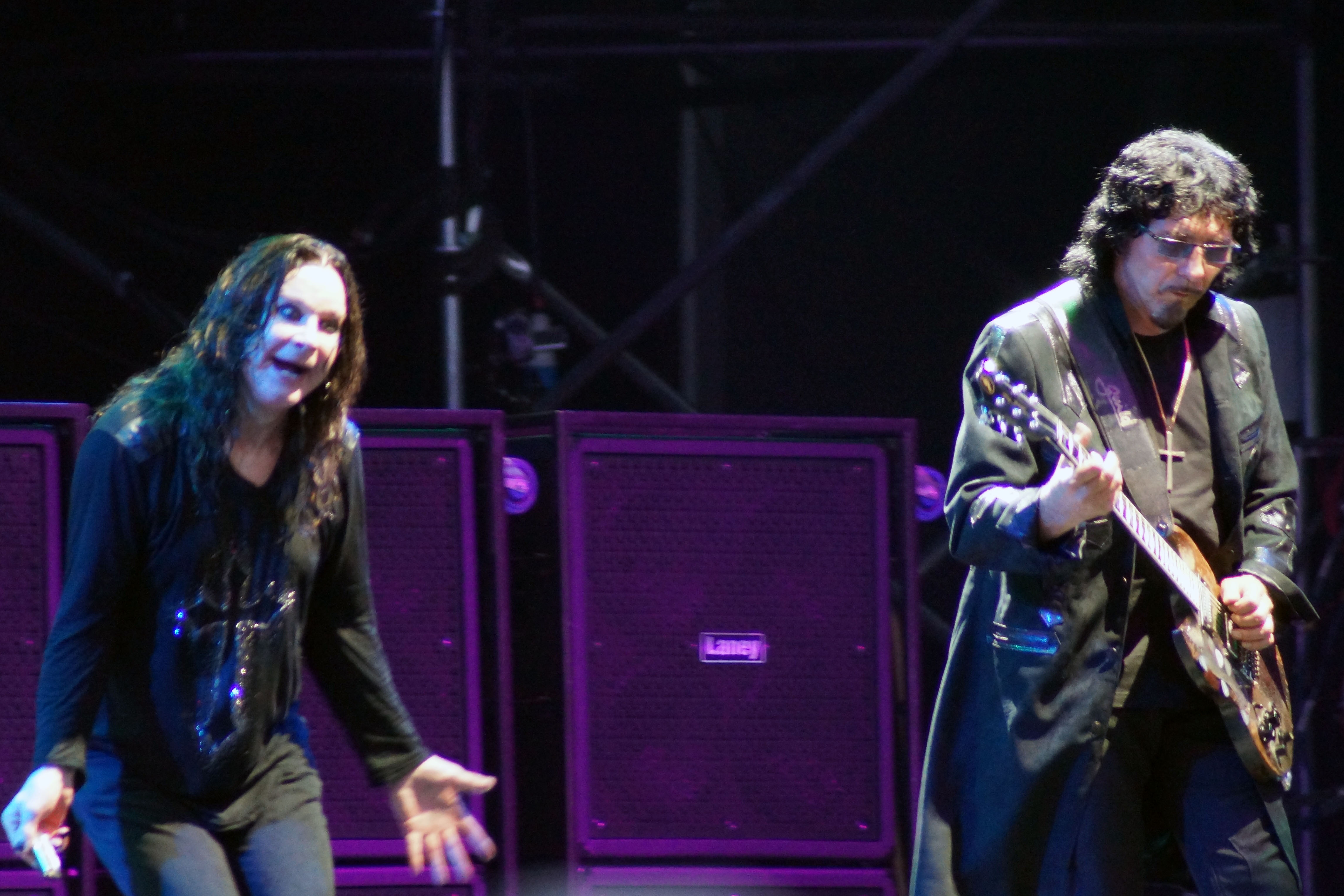
Black Sabbath (1969–2017), Bild von 2012

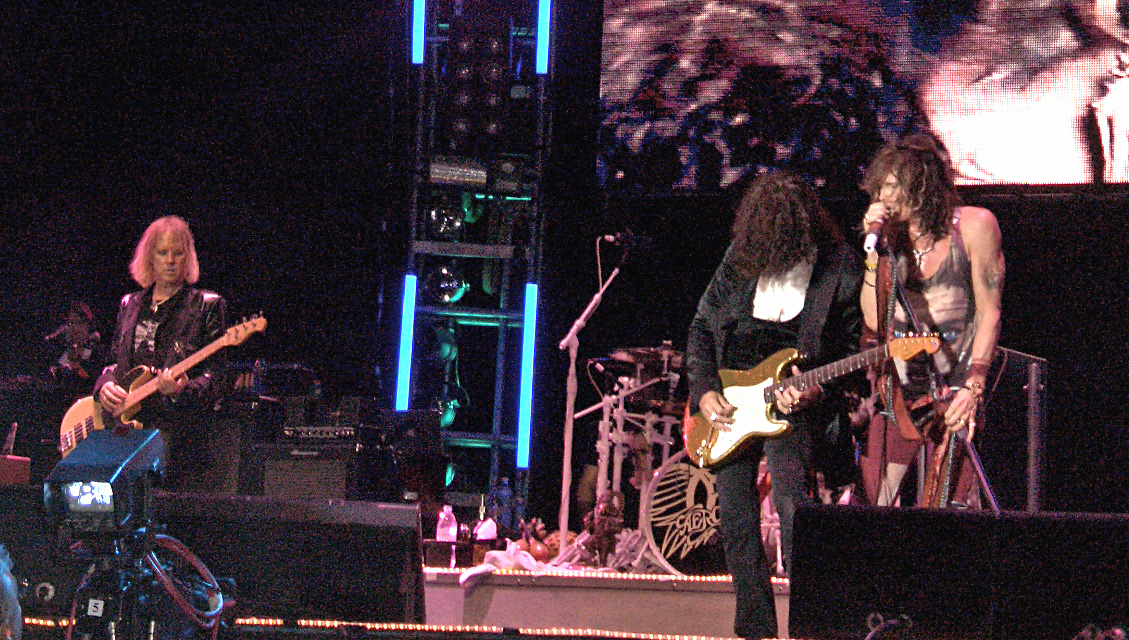
Aerosmith (ab 1970), Bild von 2007

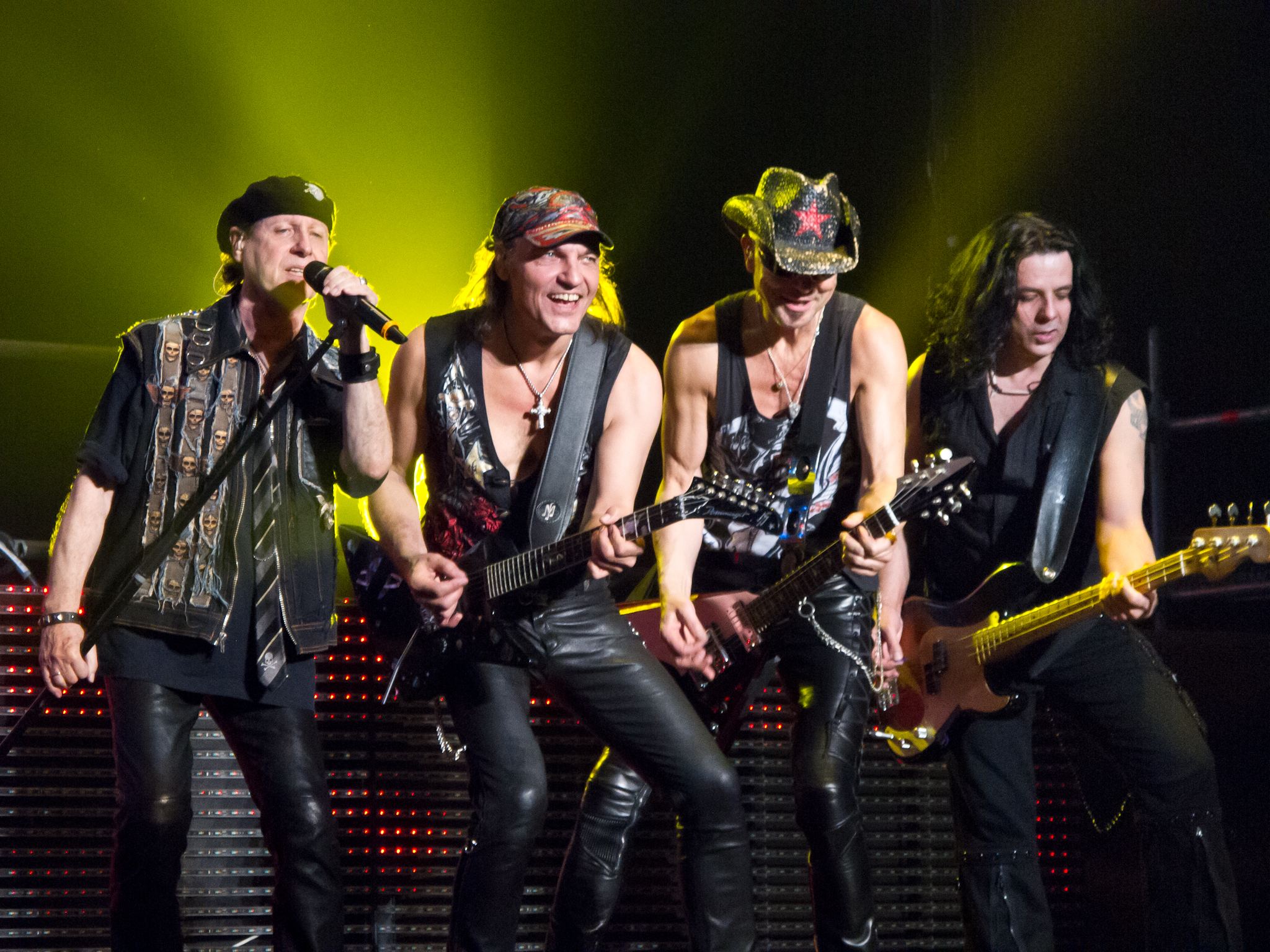
Scorpions (ab 1965), Bild von 2014

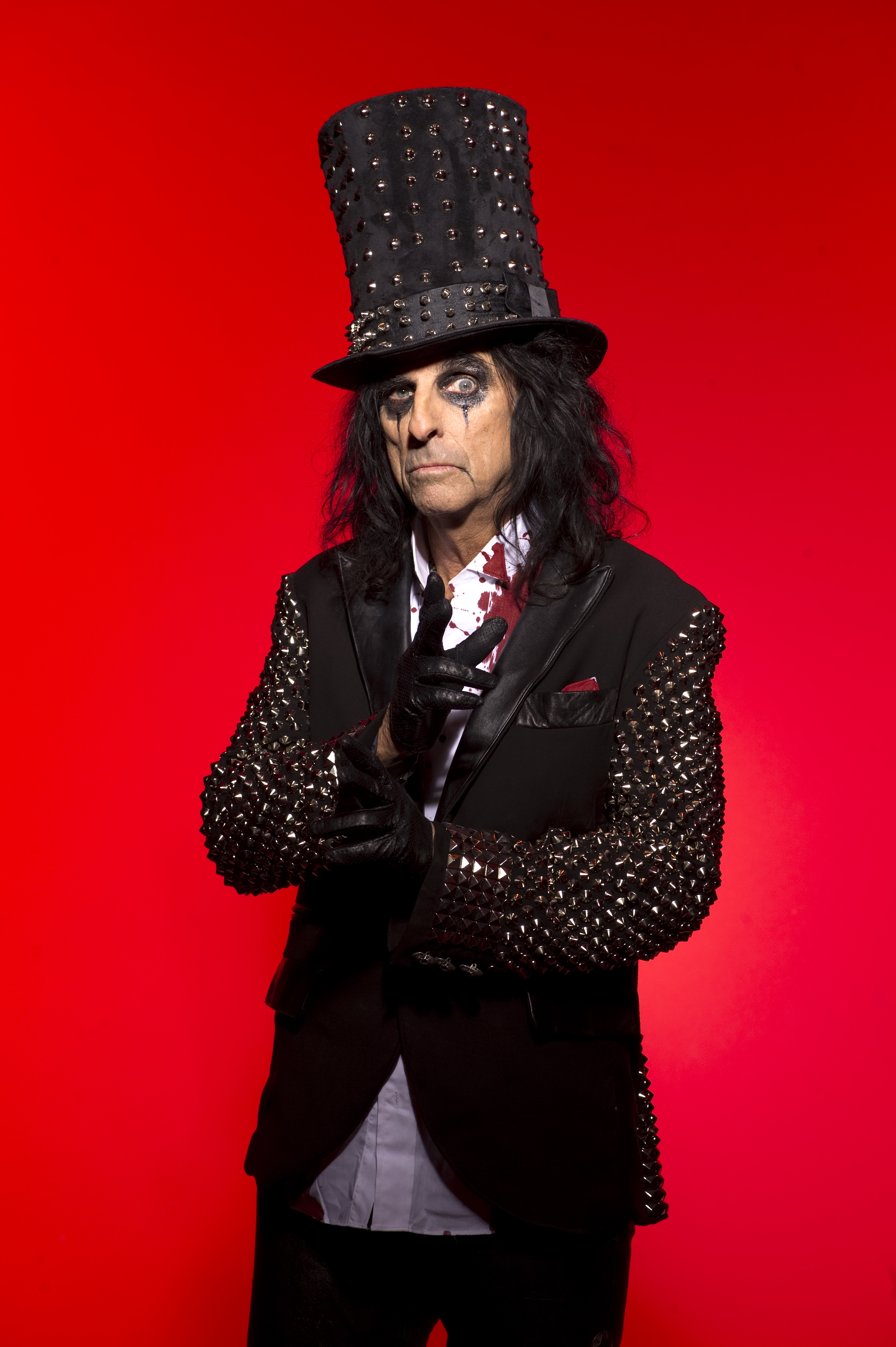
Alice Cooper (1968–74 als Band, ab 1974 Solo), Bild von 2011

Mitte der 1960er Jahre begannen britische und amerikanische Blues- und Rockbands den herkömmlichen Rock’n’Roll zu verändern, indem sie ihre Musik mit basslastigen Sounds, peitschenden Gitarrenriffs, dominierendem Schlagzeug und einem oft auffälligen Frontmann modifizierten.
Die Songs der britischen, vom Rhythm and Blues beeinflussten, Bands wie You Really Got Me von The Kinks (1964), My Generation von The Who, (I Can’t Get No) Satisfaction von The Rolling Stones (1965) und Shapes of Things von The Yardbirds (1966) nahmen Elemente des Hard Rock vorweg. Auch die Beatles verarbeiteten 1968 in Helter Skelter, dem Yer Blues vom Weißen Album und einigen anderen Stücken gewisse Elemente des sich damals entwickelnden Musikstils.
Am Ende des Jahrzehnts entstand eine Hard-Rock-Szene, vertreten von Bands wie Led Zeppelin, die mit ihren ersten zwei Alben Led Zeppelin und Led Zeppelin II den Blues-beeinflussten Hard Rock prägten, und Deep Purple, die 1968 als Progressive-Rock-Band begannen, aber ihren kommerziellen Durchbruch erst mit ihrem vierten, härteren Album, Deep Purple in Rock erreichten. Deep Purple und Uriah Heep hatten Einflüsse aus der klassischen Musik. Wichtig ist auch Black Sabbaths Album Paranoid, in dem erste Merkmale des Gothic Rocks zu finden sind. Diese vier Bands, insbesondere Black Sabbath, werden häufig als die Inspiration zum Heavy Metal gesehen.
Die Amerikaner Grand Funk Railroad traten ebenfalls Ende der 1960er Jahre in Erscheinung.
Am Anfang der 1970er begann Led Zeppelin in ihre Lieder Folk-Rock mit einzubauen, unter anderem in Led Zeppelin III und IV. Letzteres enthält Stairway to Heaven, das eines der bekanntesten Stücke des Hard Rocks ist. Auch Deep Purple spielte 1972 in ihrem Album Machine Head, das die Hits Highway Star und Smoke on the Water enthält, weiterhin Hard Rock. Die schottische Band Nazareth veröffentlichte 1975 ihren größten Erfolg, Hair of the Dog, das die Proto-Powerballade Love Hurts enthielt. Die britische Band Queen veröffentlichte 1975 das Album A Night at the Opera, in dem sie Hard Rock mit Progressive Rock und Oper-Elementen mischte.
Alice Cooper setzte auf Schockeffekte – seine Texte können als Schwarzer Humor verstanden werden. Mit den Alben School's Out und Billion Dollar Baby erreichte er die Top-5-Charts. Zur gleichen Zeit veröffentlichten die Blues-Rocker ZZ Top ihren Klassiker Tres Hombres und Aerosmith veröffentlichten ihr Debüt. KISS begann den Stadion-Rock zu formen und Metallica und Nirvana zu inspirieren.
Außerhalb der USA und des UK veröffentlichte das kanadische Trio Rush zwischen 1974–75 drei Hard-Rock-Alben, wandte sich dann aber dem Progressive Rock zu. Die irische Band Thin Lizzy machte ihren größten Erfolg mit ihrem Album Jailbreak, das den Hit The Boys are Back in Town enthielt. Die deutsche Band Scorpions vergrößerte durch ihren Erfolg weltweit die Akzeptanz des Genres. Die australische Band AC/DC, die durch ihren ungewöhnlich einfachen und rifflastigen Hard Rock auffiel, veröffentlichte 1977 und 1979 ihre Multi-Platinum-Alben Let There Be Rock und Highway to Hell.
Gegen Ende des Jahrzehnts wurde der Hard Rock in den USA durch den Discosound und im Vereinigten Königreich durch den Punk-Rock verdrängt, da der Discosound ein größeres Publikum ansprach und der Punk vom Hard-Rock das Rebellenimage übernahm. Frühe Punk-Bands rebellierten insbesondere gegen Schlagzeug- und Gitarren-Soli, sowie den Stadion Rock. Die meisten Punk-Songs endeten nach zwei Minuten und hatten keine Soli. Trotzdem entstanden neue Hard-Rock-Bands, die sehr erfolgreich waren, z. B. Foreigner, die mehrere Platinum-Alben veröffentlichten. 1978 veröffentlichten Van Halen ihr Debüt, das den Glam Metal prägte und das Gitarrenspiel mit ihrem Gitarristen Eddie Van Halen revolutionierte, der das Tapping populär machte.
Am Anfang der Achtziger gab es viele Änderungen in etablierten Hard-Rock-Bands, unter anderem der Tod des Lead-Sängers von AC/DC, Bon Scott, und der Tod des Led-Zeppelin-Schlagzeugers John Bonham. Led Zeppelin löste sich auf, AC/DC aber verpflichteten einen neuen Sänger, Brian Johnson, und veröffentlichten Back in Black, das 49 Millionen Kopien verkaufte. Ozzy Osbourne, der Leadsänger, verließ Black Sabbath und wurde von Ronnie James Dio ersetzt, der der Band eine neue Popularität verlieh. Osbourne selbst begann eine Solo-Karriere. Manche Bands wie Queen entfernten sich vom Hard-Rock und begannen Pop-Rock zu komponieren, andere Bands lösten sich auf.
Nach dem Vorbild Van Halens entstanden Glam-Metal-Bands wie Mötley Crüe, die mit ihren Alben Too Fast for Love und Shout at the Devil die ersten ihrer Art waren, Twisted Sister und Quiet Riot. Quiet Riots Album Metal Health ist das erste Glam-Metal-Album, das Mainstream-Erfolg erreichte und die Charts toppte.
Etablierte Hard-Rock-Bands versuchten oder schafften in der Mitte der 80er ein Comeback. Nach einer 8-jährigen Trennung kehrte Deep Purple zurück und veröffentlichte das Album Perfect Strangers, das in mehreren Ländern die Top 5 der Charts erreichte. Van Halen veröffentlichte 1983 das Album 1984 das den Hit Jump enthielt, der für mehrere Wochen den Platz 1 belegte. Viele Bands haben auch Erfolg mit Powerballaden gehabt, unter anderen die Scorpions mit Still Loving You. Dagegen erlebte AC/DC eine kreative Tiefzeit: Schlagzeuger Phil Rudd wird nach Alkohol- und Drogenproblemen gefeuert und durch den 19-jährigen Simon Wright ersetzt.
Bon Jovis drittes Album Slippery When Wet öffnete den Glam-Metal für ein größeres Publikum – insbesondere Frauen – und erreichte Top-Platzierungen in den Charts The Final Countdown der schwedischen Band Europe war ein internationaler Hit. In der zweiten Hälfte dieses Jahrzehnts war der Hard Rock das populärste Musik-Genre in den USA.
Aus dem Glam-Metal entstand der Sleaze Rock, der ein gewisses Bad-Boy-Image vermittelte und somit 'dreckiger' erschien als der Glam-Metal. Die bekannteste Sleaze-Band war Guns n’ Roses, deren größter Erfolg die Single Sweet Child o’ Mine aus Appetite for Destruction war. Die größten Erfolge des Hard Rock am Ende des Jahrzehnts waren New Jersey, OU812 von Van Halen und Dr. Feelgood von Mötley Crüe. Diese Alben waren vom 25. Juni bis zum 5. November 1988 für 18 aus 20 Wochen konstant Nummer eins.
Das letzte Jahrzehnt des Jahrtausends begann Hard Rock als extrem populäres Genre, was man an dem Erfolg der Alben The Razors Edge von AC/DC, Use your Illusion von Guns n’ Roses, Ozzy Osbournes No More Tears und Van Halens For Unlawful Carnal Knowledge sah.
Während diese Hard-Rock-Bands in diesem Teil des Jahrzehnts noch großen Erfolg hatten, wurden andere durch das Aufkommen des Grunge und des Alternative Rock beeinflusst, aber auch zeitweise vom Markt verdrängt. Deutlich wurde das nach der Veröffentlichung von Nirvanas zweitem Album Nevermind, das die Charts toppte und den Hair Metal, wie der Rolling Stone sagt, von der Bühne pustete. Auch überproduzierte, melodische Hard-Rock-Bands wie Winger oder Giant hatten trotz ihres musikalischen Niveaus starke Einbußen bei ihren Plattenverkäufen zu verzeichnen. Die Entwicklung des neuen Jahrtausends wurde von einer Retrowelle um Bands wie Wolfmother, Airbourne, Silvertide und The Answer geprägt, die mit ihrem an die Vertreter der Anfangszeit angelehnten Hard Rock viel Anerkennung erfahren haben.

## Musikalische Stilmittel

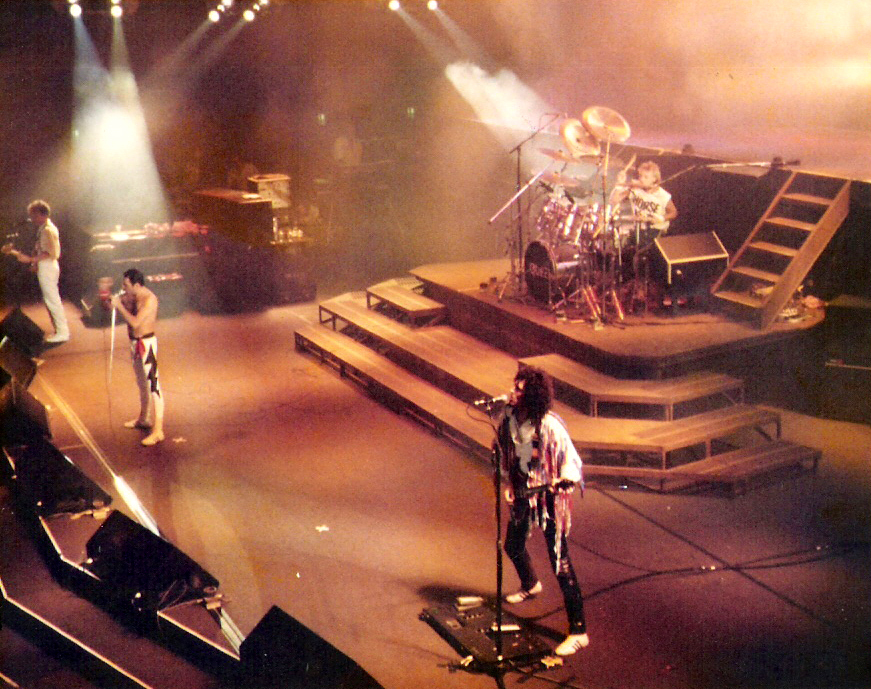
Queen (ab 1970), Bild von 1984

Hard-Rock-Stücke bauen in der Regel auf einem 4/4-Takt mit Betonung der Backbeats auf und verwenden das althergebrachte Liedschema der Popmusik mit Strophe, Zwischenspiel und Refrain. Viele Stücke des Hard Rock enthalten ein Solo, zumeist ein Gitarrensolo, das üblicherweise anstelle einer weiteren Strophe gespielt wird. Einige Gruppen haben es sich jedoch zum Ziel gesetzt, diese Standards in komplexen Stücken mit zum Teil ausufernden Instrumentalpassagen zu erweitern. Beispiele dafür sind Led Zeppelins Stairway to Heaven, Uriah Heeps July Morning und Deep Purples Child in Time.
Die Struktur der Leadgitarrensoli basiert meist auf der Pentatonik (Fünftonleiter) beziehungsweise auf der Bluestonleiter (erweiterte Pentatonik) und umfasst ansonsten, besonders seit dem Erfolg und Einfluss des schwedischen Rockgitarristen Yngwie Malmsteen, sämtliche Möglichkeiten des Skalenspiels aus der klassischen Musik, wie zum Beispiel die Nutzung der Kirchentonleitern (Modi) sowie auch die Anwendung des Skalensystems der harmonischen Molltonleiter.

## Verhältnis zum Heavy Metal

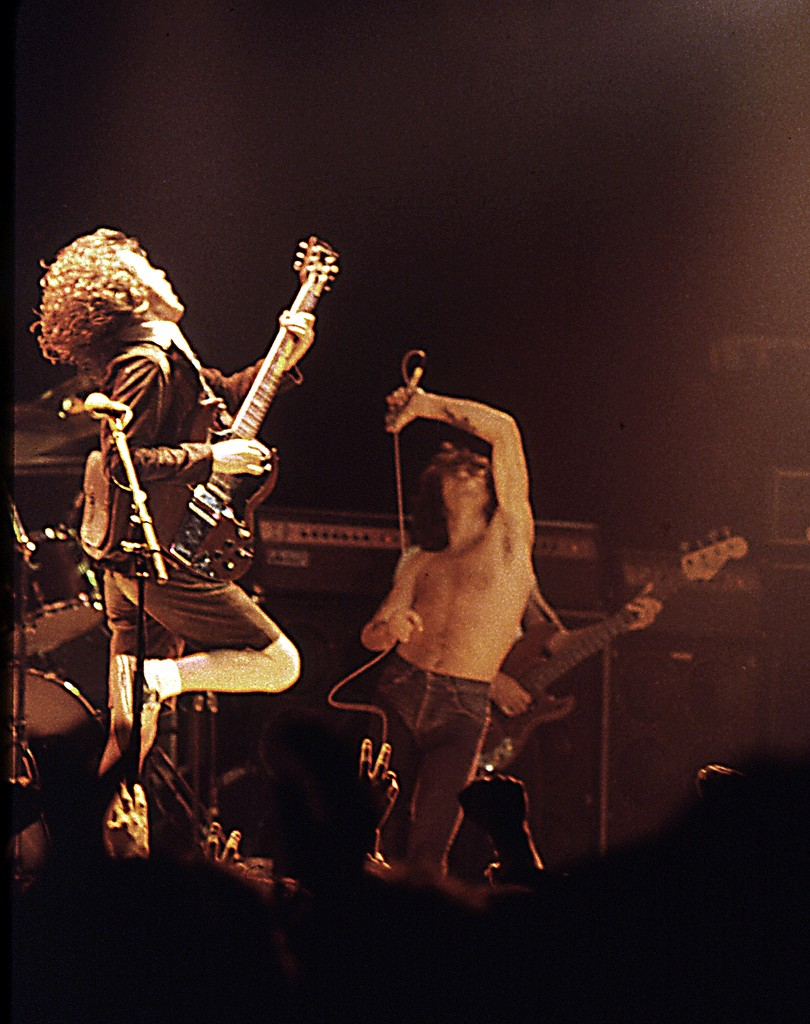
AC/DC (ab 1973), Bild von 1976

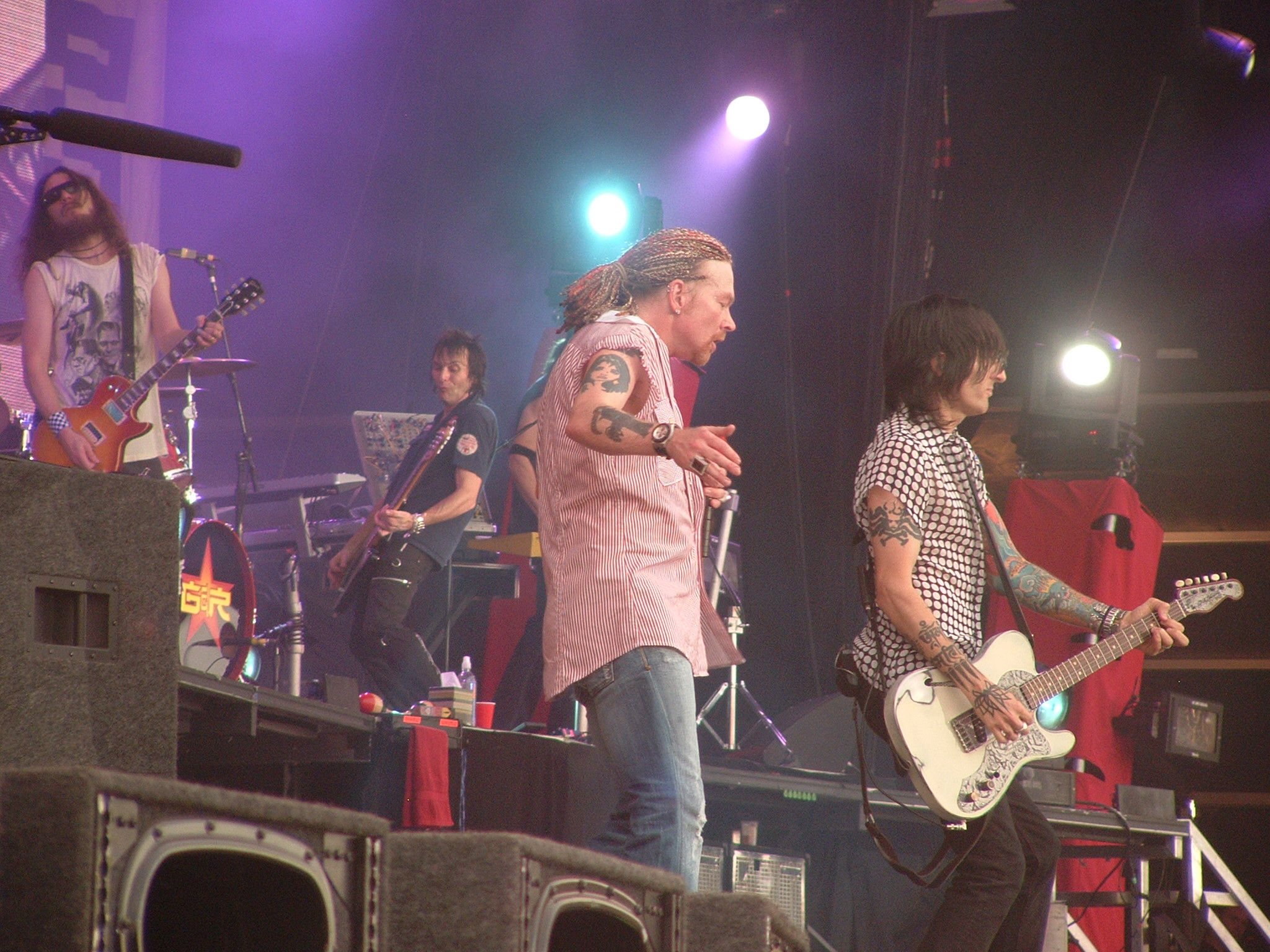
Guns N’ Roses (ab 1985), Bild von 2006

In den 1970er-Jahren entstand mit härterem Sound und tiefer gestimmten Saiteninstrumenten als neues Musikgenre der Heavy Metal – eine Begriffsbildung, die nachhaltig kontroverse Diskussionen über die Einordnung der existierenden Bands auslöste. So gibt es viele Bands vor allem aus den Anfangsphasen des Hard Rock und des Heavy Metal, wie Deep Purple, Led Zeppelin und Black Sabbath, die beiden Genres zugerechnet werden, während die später gegründeten Bands der zweiten Phase um AC/DC, Aerosmith und Kiss üblicherweise und nach eigenem Verständnis ausschließlich als Hard Rock bezeichnet werden. Zudem gibt es aber auch später viele Bands, die Stilmittel aus beiden Genres benutzen und daher auch nicht genau dem Hard Rock oder dem Metal zuzuordnen sind. In der dritten Welle des Hard Rocks ab Ende der 1970er fügten einige Bands Einflüsse aus dem Punk Rock und dem Glam Rock hinzu und begründeten damit den Sleaze Rock („schmieriger Rock“) und den Poser Rock oder Glam Metal (vom teilweise aus dem Glam Rock übernommenen Auftreten und den meist mit Haarspray hochtoupierten Frisuren) als Unterart des Hard Rock. Diese Stile hatten Mitte/Ende der 1980er-Jahre ihre größten Erfolge und beeinflussten nun wiederum auch ältere und traditionellere Hard-Rock-Bands wie Aerosmith, Van Halen und Deep Purple.
Als erste distinktive Heavy-Metal-Bands können schließlich Judas Priest und Motörhead sowie die Vertreter der New Wave of British Heavy Metal der ausgehenden 1970er Jahre um Iron Maiden und Saxon betrachtet werden, die sich mit ihrer Selbstbezeichnung als Wiederaufnahme der First Wave ausdrücklich von der damals populären Punkmusik abgrenzten. Ihr düsterer und Moll-lastiger Stil entwickelte einen eigenen Charakter und war dabei zunächst besonders von den Black-Sabbath-Frühwerken beeinflusst. In Bezug auf das umfangreiche Spektrum der Metal-Spielarten, das mit Beginn der 1980er Jahre aufkeimen sollte (zunächst Doom, Thrash und Power Metal, später Death, Black, Symphonic, Progressive Metal und weitere), nehmen sie damit eine Vorreiterrolle ein.
Musikalisch betrachtet ist der Hard Rock im Vergleich zum Heavy Metal in der Regel etwas stärker am Blues orientiert.

## Typische Vertreter (Auswahl)
| 1. Phase (ca. 1968–1975) - Alice Cooper - Atomic Rooster - Black Sabbath - Blue Cheer - Blue Öyster Cult - Deep Purple - Free - Golden Earring - Iron Butterfly - Led Zeppelin - Lucifer’s Friend - Mountain - Nazareth - Queen - Rush - Scorpions - Slade - Status Quo - Steppenwolf - The Sweet - Uriah Heep - Vanilla Fudge - The Who - ZZ Top | 2. Phase (ca. 1975–1982) - AC/DC - Aerosmith - Angel - April Wine - Bad Company - Def Leppard - Gillan - KISS - Krokus - Led Zeppelin - Motörhead - Rainbow - Scorpions - Ted Nugent - Thin Lizzy - UFO - Van Halen - Whitesnake - ZZ Top | 3. Phase (ca. 1983–1993) - AC/DC - Aerosmith - Blue Murder - Bon Jovi - Damn Yankees - Deep Purple - Europe - Gotthard - Guns N’ Roses - Mötley Crüe - Mr. Big - Gary Moore - Poison - Scorpions - Skid Row - Twisted Sister - Ugly Kid Joe - Van Halen - ZZ Top | 4. Phase (ca. 2000–Gegenwart) - 12 Stones - AC/DC - Airbourne - The Answer - Black Country Communion - Black Rebel Motorcycle Club - Black Stone Cherry - Buckcherry - Chickenfoot - Deep Purple - Foo Fighters - Godsmack - Guns N' Roses - Jet - Queens of the Stone Age - Rhino Bucket - Scorpions - Silvertide - Slash - Theory of a Deadman - Velvet Revolver - Wolfmother |